# Рудник Яков Матвійович
Рудник Яков Матвійович (24 березня 1894, Борщагівка — 13 березня 1963, Москва) — радянський діяч спецслужб, агент Відділу міжнародних зв'язків Комуністичного інтернаціоналу, розвідник українсько-єврейського походження. Капітан адміністративної служби.

## Біографія
Яков Рудник народився 24 березня 1894 року в районі Борщагівки Київської губернії в небагатій сім'ї євреїв.
Закінчив середнє комерційне училище в Києві 1914 року, а 3-тю Петергофську школу прапорщиків — у 1917 році.
Заробляв на життя приватними уроками з вересня 1908 по грудень 1916 років. Навчався в Петроградському політехнічному інституті, звідки був мобілізований в армію.
Доброволець електротехнічного батальйону. Займався партійною роботою в робочих гуртках Петрограда з грудня 1916 р. по березень 1917 р. Служив у 180-му піхотному полку Петрограда. Активіст військової організації ЦК РСДРП(б). З жовтня 1917 по квітень 1918 рр. був комісаром Фінляндського полку. Учасник штурму Зимового палацу, придушення повстання юнкерів, заколоту Керенського-Краснова. Організатор Червоної гвардії Фінляндії. Член колегії ВНК у Петрограді.
Учасник Громадянської війни в Росії. Перебував на нелегальній партійній роботі в Києві протягом квітня — жовтня 1918 року, член штабу Київського ревкому, керував нелегальним доставлянням зброї для робітничих дружин до Києва. Працював інспектором Вищої військової інспекції в Москві з жовтня по лютий 1919 року й одночасно навчався в Академії Генштабу.
У лютому — березні 1919 року перебував на нелегальній роботі в Криму. Рятуючись від арешту в Одесі, виїхав на пароплаві з демобілізованими французькими солдатами до Франції. Працював муляром у Марселі та Парижі протягом 1919 та 1920 років, брав активну участь у комуністичному й робітничому русі у Франції, у травні 1920 року був заарештований і 2,5 місяця провів у паризькій в'язниці, був секретарем російської секції «комуністів Парижа». Виїхав до Росії разом із російськими солдатами, які поверталися на батьківщину з Франції у вересні. Політпрацівник РСЧА на Південному фронті в Харкові та Києві в період з вересня по грудень, демобілізований із РСЧА.
Керівник об'єднаної резидентури у Франції (березень 1921 — січень 1922), встиг створити в цій країні агентурну мережу, перш ніж був заарештований у Парижі в січні 1922 і засуджений до двох років каторги. Після звільнення з Центральної каторжної в'язниці Пуассі повернувся в СРСР. Секретар Управління справами НКВС СРСР (серпень 1924 — травень 1925).
Співробітник ОМС ІККІ з 1925 по 1940 рр.: працював в Австрії (1925 — 1927), у Китаї, Шанхай (1928 — 1931), із січня 1930 — представник ОМС ІККІ в Китаї. Був заарештований 15 червня 1931 року разом із дружиною Т. Моїсеєнко-Великою (1891 — 1964). Вони провели в ув'язненні в Китаї шість років (1931 — 1937), унаслідок японського бомбардування Нанкінська в'язниця була зруйнована, їх звільнили. Виїхали в Шанхай і жили там нелегально з 1937 по 1939 рр., поки не з'явилася можливість повернутися в СРСР.
Викладав іноземні мови в партшколі ІККІ, був аспірантом, секретарем кафедри китайської мови в Московському інституті сходознавства ім. М. Наріманова (1940 — 1941).
Начальник іноземного відділу Виконкому Червоного Хреста з 1943 по 1948 рр., працював у Московському державному інституті міжнародних відносин.
Яков Рудник помер 13 березня 1963 року в Москві, похований на Новодівичому кладовищі.